# انریکه کادیکامو
انریکه دومینگو کادیکامو (اسپانیایی: Enrique Domingo Cadícamo‎؛ ۱۵ ژوئیهٔ ۱۹۰۰ – ۳ دسامبر ۱۹۹۹) شاعر، ترانه‌سرا نویسنده و کارگردان فیلم اهل آرژانتین بود.
او دهمین فرزند خانواده‌اش بود. در شهر خنرال رودریگز زاده شد و در اداره ثبت احوال شهر لوخان، جایی که خانواده‌اش در سال ۱۹۰۵ به آنجا نقل مکان کردند، شناسنامه گرفت. در سن ده‌سالگی همراه خانواده‌اش به محله فلورس در شهر بوئنوس آیرس رفت. در هجده‌سالگی، در شورای ملی آموزش آرژانتین مشغول به کار شد و در آنجا با شاعر، روزنامه‌نگار و سیاستمدار لئوپولدو لوگونِس و انریکه بانکس (و سایر نویسندگان) همکاری داشت.
در ۲۶ سالگی، نخستین مجموعه شعرش با عنوان ترانه‌های خاکستری را منتشر کرد؛ اشعاری که تحت تأثیر جنبش مدرنیسم و تانگو سروده شده‌اند. پس از آن، دو دفتر شعر دیگر با همان گرایش ادبی منتشر کرد: ماهِ پایین‌شهر (۱۹۴۰) و بادی که می‌برد و می‌آورد (۱۹۴۵). او همچنین کتاب‌های دیگری منتشر کرد، از جمله رمان کافه‌ی پیشخدمت‌ها (۱۹۶۹)، خاطرات خود و کتابی که به یکی از دوستانش اختصاص داد با عنوان خوان کارلوس کوبیان ناشناس (۱۹۷۲).
او در آغاز پیروی سبکِ نمادگرایی بود و کم‌کم سبک آثارش به سوی گویش و فرهنگ لومفاردو گرایش یافت.
کادیکامو در طول دوران حرفه‌ای‌اش، جوایز بسیاری دریافت کرد که از جمله مهم‌ترین آن‌ها جایزه پلاتینیوم کُنکس در سال ۱۹۸۵ بود؛ جایزه‌ای که بنیاد کُنکس به عنوان بهترین ترانه‌سرای تانگو در دهه اخیر آرژانتین به او اهدا کرد. همچنین در سال ۱۹۸۴، جایزه کُنکس افتخاری را در شاخه آثار مستند دریافت کرد. در سال ۱۹۸۷، دولت آرژانتین به پاس سال‌ها فعالیت هنری، او را به عنوان شهروند برجسته شهر خودمختار بوئنوس آیرس معرفی کرد و در سال ۱۹۹۶ عنوان شخصیت ممتاز فرهنگ آرژانتین را به وی اعطا نمود. همچنین در کاخ ریاست‌جمهوری کازا روسادا و اقامتگاه ریاست‌جمهوری کینتا ده اولیوس، توسط رئیس‌جمهور وقت، کارلوس منم، مورد تجلیل قرار گرفت. سال بعد، آلبوم موسیقی‌ای با عنوان Cadícamo 2000 منتشر شد که به جنبه آهنگ‌سازی او اختصاص داشت. تنظیم و رهبری موسیقی این اثر را گابریل سنانس بر عهده داشت و آلبوم در خانه فرهنگ شهر بوئنوس آیرس با حضور گروه موسیقی سِکستو مایور، شهردار وقت و دبیر فرهنگ شهر معرفی شد.
انریکه کادیکامو در سال ۱۹۶۱ با بازیگر و رقصنده نِلی ریچی‌آر ازدواج کرد که حاصل این ازدواج تنها یک دختر به نام مونیکا بود که او نیز بازیگر و خواننده شد. او در سن ۹۹ سالگی، در ۳ دسامبر ۱۹۹۹، به‌دلایل طبیعی درگذشت.